# Bellshill
Bellshill är en ort i Storbritannien.   Den ligger i kommunen North Lanarkshire och riksdelen Skottland, i den centrala delen av landet, 500 km nordväst om huvudstaden London. Bellshill ligger 76 meter över havet och antalet invånare är 20 201.
Terrängen runt Bellshill är platt åt nordost, men åt sydväst är den kuperad. Runt Bellshill är det tätbefolkat, med 369 invånare per kvadratkilometer. Närmaste större samhälle är Glasgow, 16,0 km väster om Bellshill. Runt Bellshill är det i huvudsak tätbebyggt.